# Вис (остров)
Вис (хорв. Vis, греч. Βις; Ли́сса, итал. Lissa; И́сса, др.-греч. Ίσσα, лат. Issa) — остров в Адриатическом море, в южной части Хорватии, возле далматинского побережья. На острове расположен одноимённый город Вис.

## География

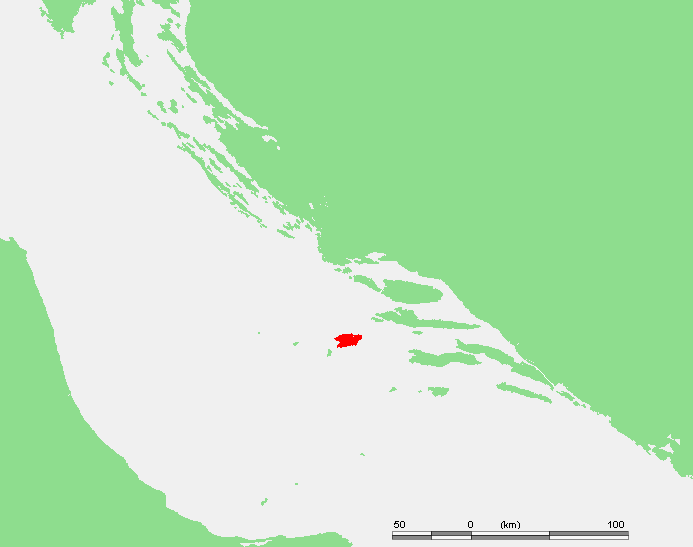
Карта острова Вис

Площадь острова — 90,26 км², население — 3617 человек (2001 г.). Наивысшая точка острова — г. Хум (587 м), длина береговой линии — 76,6 км. От острова Хвар отделен Висским каналом. Минимальное расстояние до ближайшего острова Бишево составляет около 4,2 км. Остров Вис — самый удалённый от материка среди населённых островов Адриатики.
Самые большие населенные пункты — города Вис (1960, перепись 2001 г.) на восточном берегу острова и Комижа (1677, перепись 2001 г.) на западном. В городе Вис есть паромная пристань, связывающая остров с островом Хвар и материковым городом Сплит.
Население занято туристическим обслуживанием, рыболовством, виноградарством.

## История

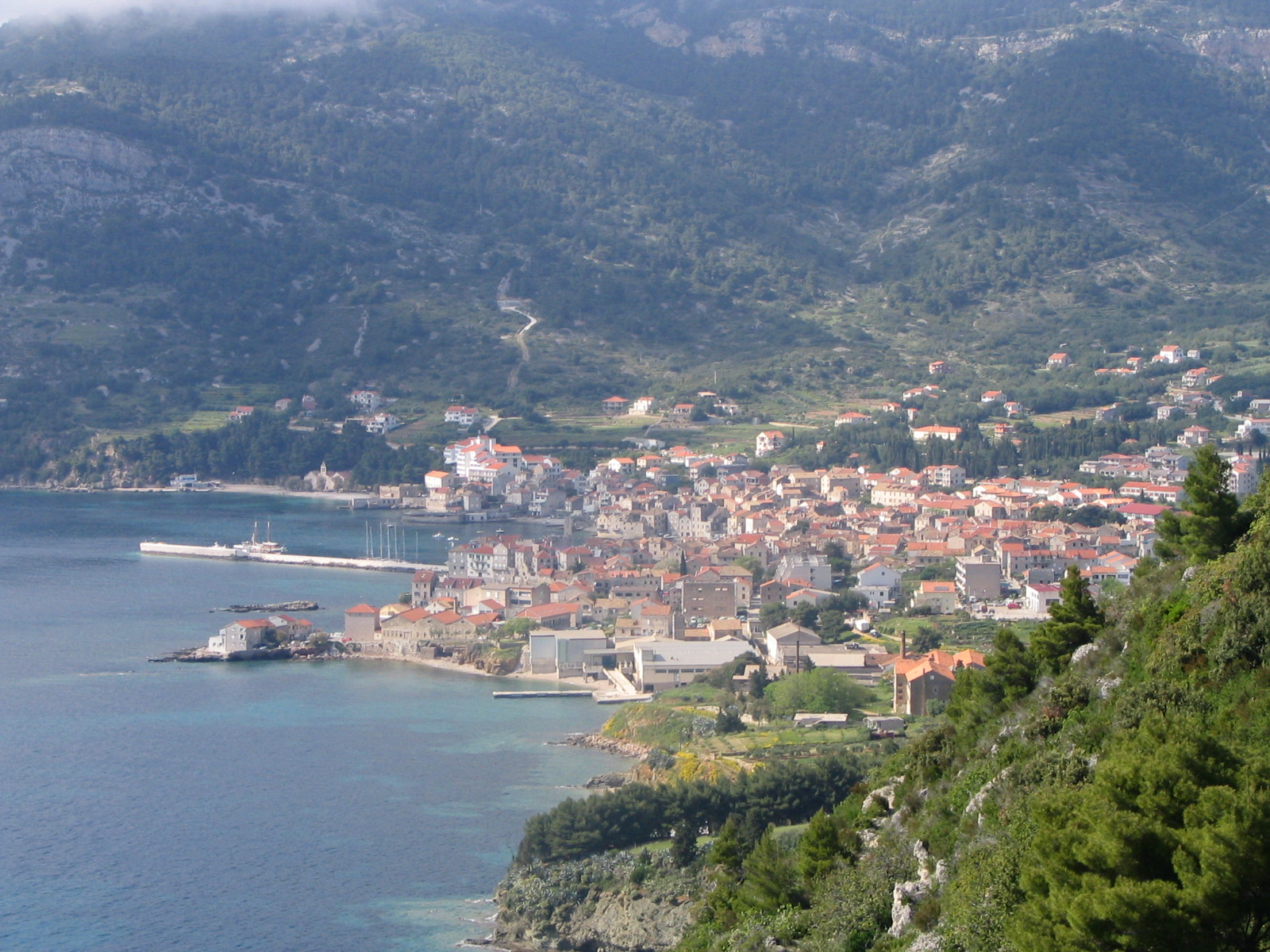
Вид на город Комижа

История острова Вис, как и других далматинских островов, очень древняя. Именно здесь на месте современного города Вис в IV веке до н. э. была основана первая греческая колония на Адриатике — Исса. Отсюда греческие колонизаторы начали расселяться на другие острова и на материковое побережье.
В III веке до н. э. Вис вместе со всей Иллирией перешёл под контроль Рима. В VIII веке на остров, как и на остальное далматинское побережье, пришли славяне, которые перемешались с греко-римским населением острова.
В Средние века остров находился главным образом под контролем Венеции, хотя она периодически утрачивала власть над Висом, как и над другими далматинскими островами. По окончании наполеоновских войн в 1815 остров Вис вместе с далматинским побережьем отошёл Австрии.
В XIX веке возле острова состоялись два крупных морских сражения, оба вошли в историю как «сражение при Лиссе».
- Сражение при Лиссе (1811). 13 марта 1811 года английский флот под командованием капитана Уильяма Хоста разгромил превосходящий франко-венецианский флот[1].
- Сражение при Лиссе. 20 июля 1866 года австрийский флот под командованием Тегетхоффа одержал победу над итальянским флотом под командованием Персано[2].

В 1918—1921 годах остров оккупировали итальянцы, после первой мировой войны он стал частью Югославии.
В центральной части острова есть так называемая «Пещера Тито», в которой Иосип Броз Тито в 1944 году организовал сопротивление против немецкой оккупации. В июне 1944 года здесь было заключено Висское соглашение об объединении монархистов и коммунистов в борьбе против немецких оккупантов, известное как «соглашение Тито — Шубашича».
В послевоенное время на острове была построена секретная военно-морская база, после чего его посещение иностранцами было запрещено. Запрет был снят лишь в 1989 году, за год до распада Югославии, после которого остров стал частью независимой Хорватии.

## Достопримечательности

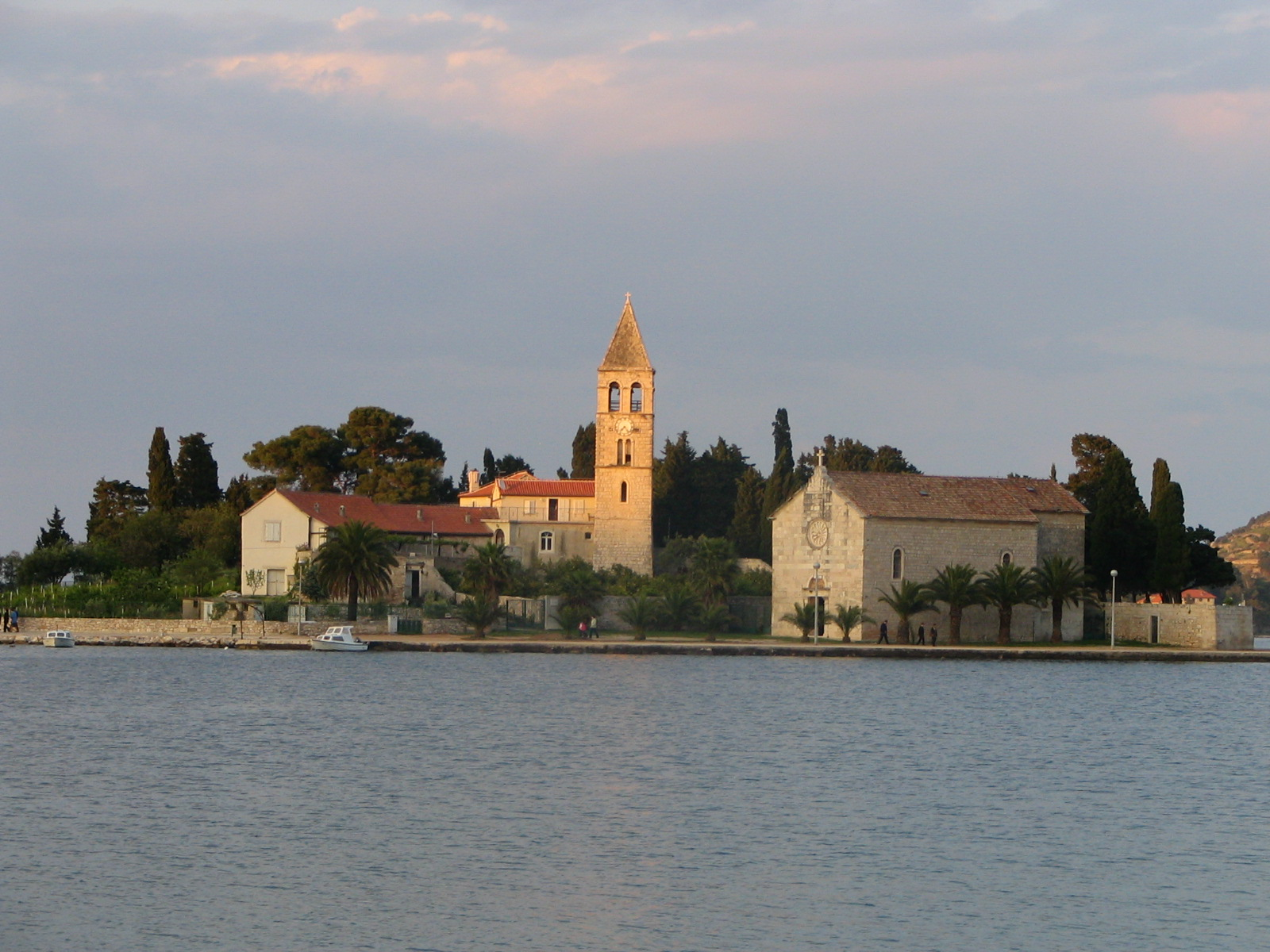
Францисканский монастырь в Висе

- Вис — небольшой старинный город. Францисканский монастырь XVI века, построенный на развалинах греческого и римского театров, несколько церквей и дворцов XVI и XVII веков.
- Комижа — город рыбаков. Множество рыбных ресторанов, а также музей рыболовства, размещенный в старинной крепостной башне.
- «Голубая пещера» (хорв. Modra špilja) — расположена на небольшом острове Бишево, который находится недалеко от города Комижа. Туристов привлекает грот, в котором благодаря эффекту преломления света в воде все люди и предметы кажутся залитыми голубым светом.